# Vsevolod Krestovski
Ne doit pas être confondu avec l'écrivaine Nadejda Khvochtchinskaïa, connue sous le pseudonyme de V. Krestovski
Vsevolod Vladimirovitch Krestovski, ou Krestovsky (Все́волод Влади́мирович Кресто́вский), né le 23 février 1840 au domaine familial de Malaïa Berezianka dans le gouvernement de Kiev et mort le 30 janvier 1895  à Varsovie dans le royaume de Pologne, est un homme de lettres russe et critique littéraire; il est le père de la femme de lettres Maria Krestovskaïa (épouse du magnat des chemins de fer Evgueni Kartavtsev), d'Olga Krestovskaïa, épouse du concepteur du Normandie, Vladimir Yourkevitch (1885-1964), de Vassily Krestovsky et du sculpteur Igor Krestovski (1893-1975).

## Biographie
Krestovski est le fils d'un officier de uhlans, issue de la petite noblesse polonaise militaire (szlachta). Il poursuit ses études au lycée classique n°1 de Saint-Pétersbourg (1850-1857) et c'est sous l'influence de son professeur de lettres, l'écrivain et traducteur Vassili Vodovozov, qu'il commence à composer des vers et à faire des traductions. Il étudie ensuite à la faculté de Droit de l'université impériale de Saint-Pétersbourg (1857-1861).
En 1857, il publie ses premières œuvres et se fait connaître comme un conteur et un déclamateur de talent, de plus il dessine et fait un peu de musique. Il fréquente les cercles littéraires et fait connaissance de Pissarev, de Grigoriev, de Dostoïevski (et de son frère aîné Mikhaïl), ainsi que de beaucoup d'autres auteurs. Il publie dans différents périodiques, notamment dans Vsemirnaïa Illustratsia.
Krestovski épouse en premières noces en 1861 l'actrice Varvara Griniova dont il a une fille, la future romancière Maria Krestovskaïa. Il est membre d'une commission littéraire de Varsovie en 1865-1866. Il voyage dans les pays de la Volga en 1867. Il entre en 1868 comme sous-officier au 14e régiment de uhlans de Jamburg dont les quartiers sont à Grodno. il publie L'Histoire du 14e régiment de uhlans de Jamburg en 1873. Un an plus tard, il entre aux uhlans de la garde impériale. Sur proposition d'Alexandre II, il publie l'histoire de la garde impériale des uhlans en 1876. C'est en qualité de journaliste à l'état-major qu'il prend part à la guerre russo-turque de 1877-1878. Entre 1880 et 1881, il est secrétaire à l'état-major de l'escadre de l'océan Pacifique et en 1882 fonctionnaire à la disposition du gouverneur-général du Turkestan russe, le général Tcherniaïev. En 1884, Krestovski est intégré au ministère de l'Intérieur. De 1892 à la fin de sa vie il est rédacteur au journal Le Quotidien de Varsovie. Il termine sa carrière avec le grade de lieutenant-colonel.
Il meurt à Varsovie et est inhumé à Saint-Pétersbourg, au cimetière Saint-Nicolas de la laure Saint-Alexandre-Nevski, puis sa dépouille est transférée à la passerelle des Écrivains du cimetière Volkovo de Saint-Pétersbourg.

## Activité littéraire

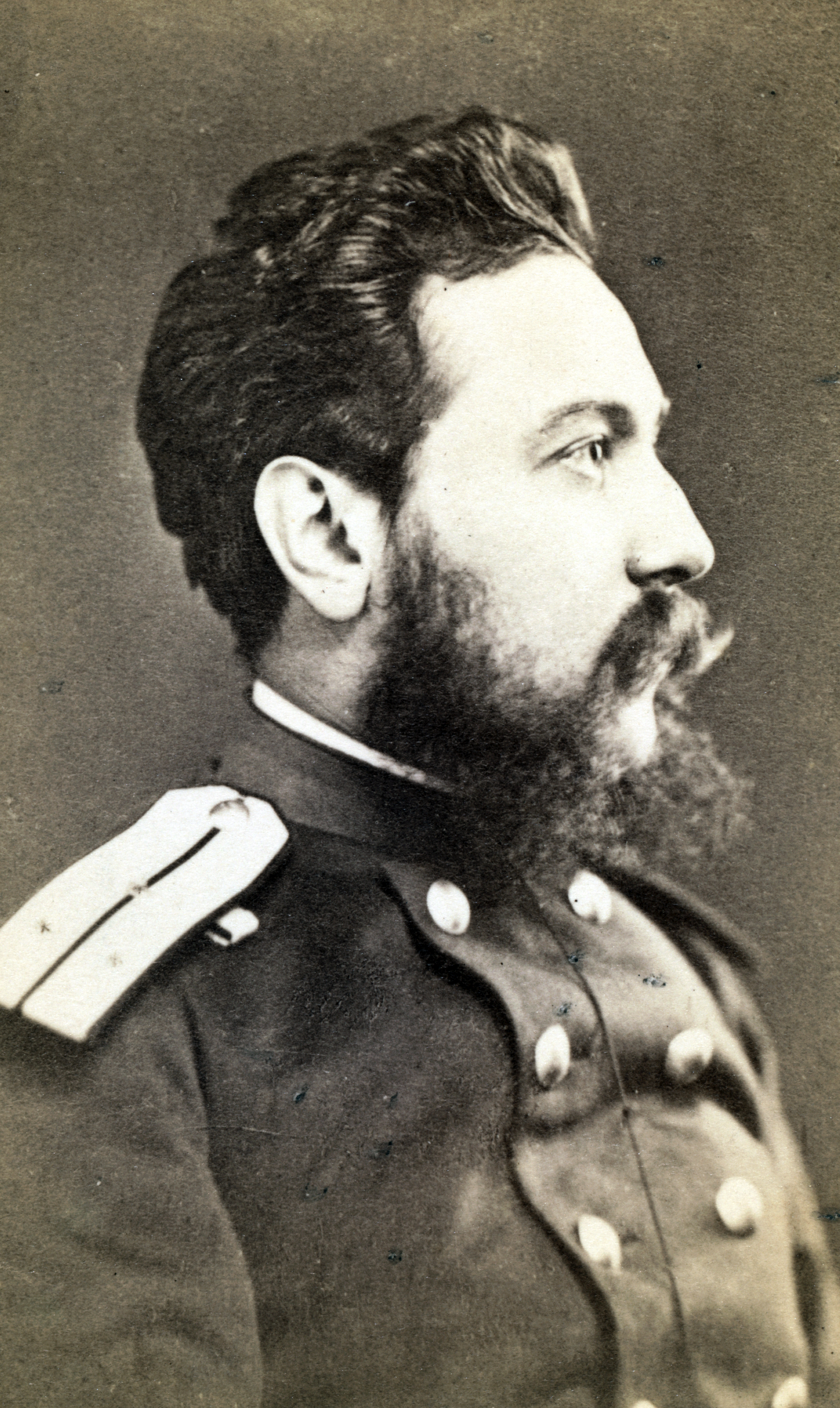
Krestovski dans les annéess 1880.

C'est en 1857 qu'il commence sa carrière littéraire en publiant une traduction des Odes d'Horace dans la revue Le Messager divertissant ainsi qu'un récit en vers La Femme de l'officier et une nouvelle La Correspondance de deux demoiselles de province. Son essai Très souvent et ses poésies sont publiés dans la revue Iskra («Искра») en 1859 et en 1861. Ses vers, ses récits et nouvelles, ainsi que ses critiques littéraires sont également publiés dans des périodiques tels que Le Temps («Время», édité par les frères Dostoïevski) en 1861, La Torche («Светоч», en 1861), ou encore le mensuel Rousskoe slovo (revue) (Le Mot russe) («Русское слово», en 1861 et 1862). Il rédige des feuilletons pour Le Magasin de la mode en 1863-1864 et pour la gazette La Feuille pétersbourgeoise («Петербургский листок», en 1864 et 1865); il collabore aux revues L'Écharde («Заноза») et La Guêpe («Оса») en 1863, et plus tard lorsque sa carrière prend un tour militaire, il écrit dans L'Aube («Заря»), Le Monde russe («Русский мир»), Niva («Нива»), Perspective («Кругозор»), Illustration universelle. Pendant la guerre russo-turque de 1877-1878, il fait paraître des articles dans La Feuille volante militaire («Военно-летучий листок»), devient correspondant du Journal officiel («Правительственный вестник») et du fameux Messager russe. Des essais documentaires à propos de l'Extrême-Orient, du Japon, de la Chine, du Turkestan russe sont publiés dans Le Messager russe, ainsi que dans Le Messager historique. Il publie des traductions d'articles dans le journal Le Monde («Свет», entre 1885 et 1892).
Il publie un recueil de vers en 1862 à Saint-Pétersbourg en deux tomes, qui n'est pas apprécié par la critique de l'époque. Certains poèmes de Krestovski deviennent pourtant des romances populaires et sont mis en musique: «Под душистою ветвью сирени» (Sous la branche de lilas parfumé), «Прости, на вечную разлуку» (Pardonne-moi de l'éternelle séparation), de même que sa ballade «Ванька-ключник» (Vanka le concierge), très célèbres et parfois parodiques. Il a traduit quantité d'œuvres classiques de l'Antiquité, comme celles d'Anacréon, Alcée, Horace, Sappho, mais aussi les Élégies romaines de Goethe,  les poèmes de Heine, l'œuvre traduite de l'ukrainien en russe de Taras Chevtchenko, etc. Il est à noter que paradoxalement, alors que Krestovski était ferme partisan de la politique impériale, ses poèmes Vladimirka et La Bande ont connu un destin révolutionnaire auprès du peuple, lorsqu'ils ont été réécrits par Nekrassov.
Krestovski est également l'auteur du livret de La Pskovitaine, opéra de Rimski-Korsakov (d'après le drame de Lev Meï), et du livret de l'opéra Natacha sur une musique de Constantin Villebois.
Ses œuvres en prose dans le genre « essai physiologique » ont été publiées en trois tomes: Les Types pétersbourgeois, Les Orfèvres pétersbourgeois, Les Cartes photographiques de la vie pétersbourgeoise (1865). Ses essais autour de son expérience militaire sont publiés dans Essais sur la vie d'un cavalier de la garde. Le matériau qui a servi à son Histoire des uhlans de la garde impériale de S.M.I. (1876) sert à son roman historique Les Aïeux (édité en brochure en 1875, 1885 et 1891). Ses essais documentaires sur la guerre russo-turque de 1877-1878 sont publiés dans la revue Le Messager russe, puis sont édités en 1879 dans le livre Douze mois dans l'armée d'active (1877-1878).
Son roman Les Taudis de Saint-Pétersbourg, écrit sous l'influence et avec le soutien de Pomialovski rencontre un succès considérable à sa sortie. Il est dans la veine des Mystère de Paris et de cette littérature décrivant les grandes villes européennes avec leurs turpitudes et leurs mystères qui était un genre très apprécié de cette époque. Il est publié en 1864-1866 dans les Annales de la Patrie, par extraits dans le journal L'Époque (publié par les frères Dostoïevski) en 1864 et en édition sous forme de livre en 1867 en quatre tomes et réédité plusieurs fois. Leskov considère que ce roman est le « roman le plus socialiste de la littérature en russe». Ce roman à propos de ce qui se passe réellement dans la ville élégante de Saint-Pétersbourg, décrit ce qui n'est pas visible par la bonne société russe, donnant à cette œuvre un aspect fortement social. Les contemporains décrits ici se retrouvent dans des lieux connus de tous et constituent des clefs de personnages réels qui rencontrent l'intérêt du public de l'époque. C'est pourquoi ce fut l'un des plus populaires de la fin du XIXe siècle en Russie. Il a été réédité à la fin des années 1880 et encore au début du XXe siècle avant de tomber dans l'oubli. C'est en 1994 qu'en a été tiré un feuilleton télévisé Les Mystères de Saint-Pétersbourg («Петербургские тайны»), mais d'une manière superficielle sans s'attacher à l'aspect social ou au côté tragique de l'œuvre et en changeant les traits psychologiques des personnages et changeant le roman avec un happy end artificiel.
Krestovski est aussi l'auteur de romans antinihilistes, comme Le Troupeau de Panurge («Панургово стадо», publié dans Le Messager russe en 1869; et édité ensuite à Leipzig, en 1870) et Les Deux forces («Две силы», publié en 1874 dans Le Messager russe et constituant la dilogie Le Pouf sanglant. Chronique des nouveaux temps des Troubles de l'Empire russe. Ils traitent de l'insurrection polonaise et défendent le point de vue impérial.
La plume de Krestovski a fait preuve d'un certain antijudaïsme, après les années 1880, parfois virulent, comme dans sa trilogie romanesque intitulée conditionnellement Le Juif en marche.

## Décorations
- Ordre de Sainte-Anne de 3e classe
- Ordre de Saint-Stanislas de 2e classe
- Ordre de Saint-Vladimir de 4e classe
- Ordre du prince Danilo Ier

## Source
- (ru) Cet article est partiellement ou en totalité issu de l’article de Wikipédia en russe intitulé « Крестовский, Всеволод Владимирович » (voir la liste des auteurs).